# Heliotropium leiocarpum
Heliotropium leiocarpum là loài thực vật có hoa trong họ Mồ hôi. Loài này được Morong mô tả khoa học đầu tiên năm 1892.